# Иван Тодоров (футболист)
Вижте пояснителната страница за други личности с името Иван Тодоров.
Иван Николов Тодоров е български футболист, защитник.

## Биография
Роден е на 27 март 1987 година в град Годеч. Юноша на Левски, и юношески национал от 2001 година, капитан на националния отбор родени 1987.
Играе като централен защитник, често и от дясно. Притежава отлична физика и удар с глава. През март 2005 подписва първия си професионален договор с клуба, а от юли 2006 година е преотстъпен на Родопа. През лятото на 2007 година е закупен от ПФК „Видима-Раковски“-Севлиево, преминава през отбора на Черноморец (Поморие), преди през 2011 година да се присъедини към Славия (София). Преотстъпен е за една година отново в ПФК Видима-Раковски (Севлиево), а в края на 2011 година се завръща в Славия.